# Verlustsystem

Verkehrsbilanz in der Nachrichtentheorie

Ein Verlustsystem ist in der Verkehrstheorie ein System, das nicht zu jedem Zeitpunkt dem Angebot {\displaystyle A} gewachsen ist. Wenn {\displaystyle A} die Leistung {\displaystyle y} des Systems (auch Belastung genannt) übersteigt, wird der Restverkehr abgewiesen, da die für den Aufbau der Verbindung benötigten technischen Einrichtungen nicht zur Verfügung stehen. Dies können Leitungen, Kanäle, Kopplungsanordnungen oder sonstige Ressourcen sein. Die Leistung {\displaystyle y} ist das Produkt der Belegungen {\displaystyle C} pro Stunde und der mittleren Belegungsdauer {\displaystyle t_{m}}.
{\displaystyle y=C_{y}\cdot t_{m}} (in Erlang)
Die meisten vermittlungstechnischen Anlagen (zum Beispiel EWSD) arbeiten nach dem Prinzip des Verlustsystems.
In einem Verlustsystem werden zwei Arten von Verlust unterschieden:
1. Verlust {\displaystyle B=R/A} (Restverkehr / Verkehrswert des Angebotes) und
2. Hemmung {\displaystyle H=R/y} (Verkehrswert des Restes / Verkehrswert der Leistung), seit etwa 1975 veraltet.

Beide Arten lassen sich ineinander umrechnen:
- {\displaystyle B=H/(1+H)} und
- {\displaystyle H=B/(1-B)}

Anhand tolerierbarer Verluste (s. technische Anweisung der Deutschen Bundespost
TAnw FTZ 136 R 23 1 D 40, kurz: 1D40) wird die Bemessung von Bündeln vorgenommen.

## Beispiel
- 1000 Teilnehmer möchten pro Stunde telefonieren. Wie viele freie Leitungen müssen vorhanden sein, damit höchstens 10 Teilnehmer (B = 0,01) einen Besetztton hören?

Ansatz: {\displaystyle \lambda } = 1000/60 Anrufe/min = 16,7 Anrufe/min
Gesucht Poisson-Verteilung {\displaystyle F_{\lambda }(x)} mit 1-F(x)<0,01
Lösung: F(26) = 0,988 → 1-F(X)< 0,01. Bei einer Anzahl von 26 Leitungen erhalten weniger als 1 % der Teilnehmer einen Besetztton.
- Wie eben, jedoch mit der Zusatzinformation, dass ein Gespräch (genauer: eine Belegung) durchschnittlich 2 Minuten dauert.

Ansatz: Das Angebot beträgt (1000*2 min)/60 min = 33 Erlang
Gesucht Erlang-B-Verteilung mit B(N, 33) mit B(N,33) < 0,01
Lösung: B(45,33) < 0,009 (nach 1D40). Bei einer Anzahl von 45 Leitungen und einer mittleren Belegungsdauer von 2 Minuten erhalten weniger als 1 % der Teilnehmer einen Besetztton
Im Gegensatz zu Wartesystemen haben Verlustsysteme keinen Warteraum zum Zwischenspeichern von eintreffenden Aufträgen.